# Mount Vernon, Alabama
Mount Vernon är en ort i DeKalb County i delstaten Alabama, USA.